# Oryzomys couesi
Oryzomys couesi је врста глодара из породице хрчкова (лат. Cricetidae). 

## Распрострањење
Врста је присутна у Белизеу, Гватемали, Колумбији, Костарици, Мексику, Никарагви, Панами, Салвадору, Сједињеним Америчким Државама и Хондурасу.

## Станиште
Станишта врсте су шуме, поља риже, мочварна и плавна подручја и слатководна подручја.

## Угроженост
Ова врста није угрожена, и наведена је као последња брига јер има широко распрострањење.

### Популациони тренд
Популациони тренд је за ову врсту непознат.